# Rosariumbuurt
De Rosariumbuurt is een buurt in het centrum van de stad Venlo, in de Nederlandse provincie Limburg. De Rosariumbuurt dankt haar naam aan het centraal in de wijk gelegen rozenpark.

## Voorgeschiedenis
Na de ontmanteling van de stadswal rond 1867 kwam een groot gebied rondom het centrum vrij. Frits van Gendt had een plan ontwikkeld voor de vrijkomende gronden. Het gebied aan de noordoostzijde kwam bij het Rijk terecht ten behoeve van een kazerne van de Huzaren. Dit gebied werd nu dus militair terrein met een drinkplaats (op de plek van het huidige Rosarium) en een exercitieterrein.
Begin 20e eeuw wilde de gemeente het gebied gebruiken voor woningbouw. Zij kocht in 1909 de grond van het voormalige fort Sint-Michiel aan en ruilde deze grond met het Rijk voor het gebied aan de noordoostzijde van het centrum.

## Woonwijk

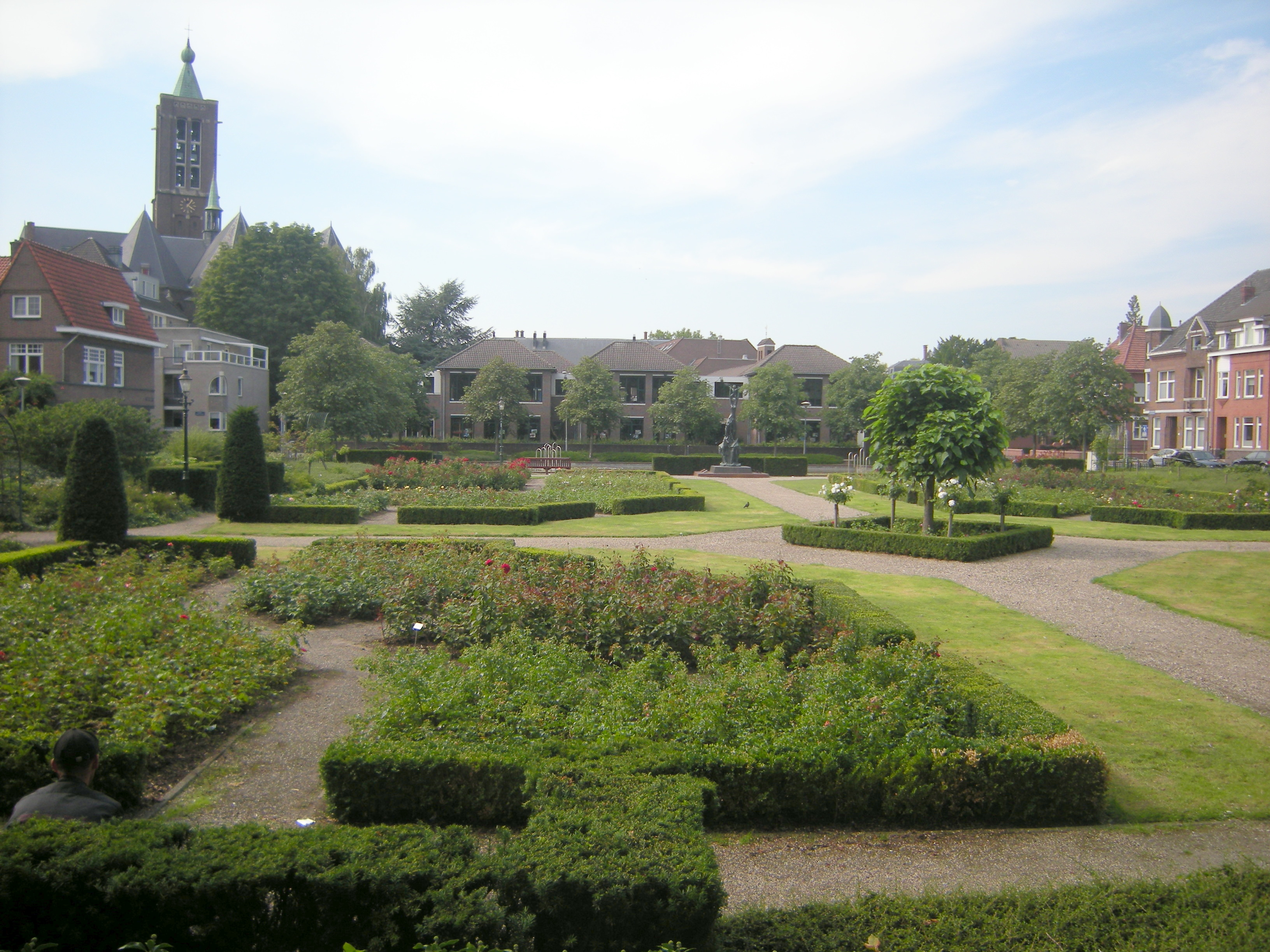
Rosariumpark in Venlo

Na het vertrek van de Huzaren werd het gebied ontwikkeld. Burgemeester Van Rijn stelde samen met stadsarchitect Schoenmakers in 1914 een eigen plan voor, waarbij het gebied als één geheel tegelijk zou worden aangepakt. De wethouders vonden het plan echter veel te ambitieus en het plan werd niet aangenomen.
Hierna kreeg ingenieur W.F.C. Schaap uit Arnhem de opdracht een plan te ontwikkelen. In 1916 werd dit zogenaamde Plan Schaap gepresenteerd. Ook nu werd gepleit voor een totaalaanpak van het gebied, maar de uitvoering was soberder en beeldbepalende gebouwen moesten behouden blijven. Er kwam een ruime, parkachtige woonwijk met stedelijke bebouwing, die naast particuliere stadswoningen ook plaats zou bieden aan een aantal publieksgebouwen. Het plan werd nog datzelfde jaar aangenomen.
De kazerne en het hospitaal werden in 1916/1917 gesloopt. Het arsenaal werd in 1920 omgebouwd tot gemeentelijk administratiekantoor. De architecten lieten zich voor de nieuwbouw inspireren door de bouwstijl van de Amsterdamse School.
Achter de Sint-Martinuskerk zou in de oorspronkelijke plannen een openbaar gebouw worden neergezet, maar in 1928 besloot de gemeente om er een rozentuin - het Rosarium - aan te leggen. De wijk zou hier uiteindelijk zijn naam aan ontlenen.

### Na de Tweede Wereldoorlog
Het plan dat destijds zorgvuldig is opgezet heeft ondanks vernielingen tijdens de Tweede Wereldoorlog en latere sloop van enkele karakteristieke bouwwerken zijn oude glans niet verloren. Een aantal gebouwen herinneren nog aan de huzarentijd: zo is parkeergarage ‘Arsenaal’ vernoemd naar het arsenaal van de Huzaren die op die plek stond. Centraal in de wijk staat nog altijd het rozenpark.